# 위조지폐 (영화)
위조지폐(일본어: ニセ札)는 2009년에 공개된 일본의 영화다.

## 출연

### 주연
- 바이쇼 미츠코
- 아오키 무네타카

### 조연
- 이타쿠라 토시유키
- 키무라 유이치
- 니시카타 료
- 미우라 마사키
- 우카지 타카시
- 무라카미 준
- 단타 야스노리
- 안도 타마에
- 엔도 켄이치
- 타쿠야 하시모토
- 이타오 이츠지
- 이즈미야 시게루
- 가토 토라노스케
- 키무라 미도리코
- 나카타 버튼
- 링고 하이힐
- 스즈키 리코

## 기타
- 원작자: 야마가미 테츠지로
- Line PD: 와타나베 에이지
- 미술: 이소미 토시히로
- Ass-PD: 카타오카 슈스케